# Yours Truly (album của Ariana Grande)
Yours Truly là studio album đầu tay của ca sĩ người Mỹ Ariana Grande, được Republic Records phát hành vào ngày 30 tháng 8 năm 2013 tại Đức và Hà Lan và ngày 3 tháng 9 năm 2013 tại Mỹ. Grande bắt đầu thực hiện album này vào năm 2011 khi đang tham gia bộ phim Victorious. Nhiều nhà sản xuất âm nhạc đã tham gia vào quá trình thực hiện album này như Harmony Samuels, Kenneth "Babyface" Edmonds, Antonio Dixon, Khris Riddick-Tynes, Leon Thomas III, Matt Squire. Việc sáng tác có sự tham gia của Jordin Sparks, Sevyn Streeter và cả chính Grande.
Yours Truly nhận được những đánh giá tích cực từ giới phê bình về giọng hát của Grande cũng như âm hưởng nhạc R&B của thập niên 90. Ep đứng đầu bảng xếp hạng Billboard 200 trong tuần đầu tiên sau khi được phát hành, khiến Grande trở thành nghệ sĩ nữ thứ 15 làm được điều này với album đầu tay của mình.
Trước khi Yours Truly ra mắt, hai đĩa đơn "The Way" và "Baby I" đã được phát hành. Sau đó, đĩa đơn thứ ba, "Right There" được phát hành vào ngày 6 tháng 8 năm 2013.

## Tổng quan
Yours Truly là thành quả của một quá trình dài 3 năm và đã trải qua những thay đổi lớn về ý tưởng và thể loại trong khoảng thời gian đó. Grande bắt đầu thực hiện album này khi đang tham gia bộ phim Victorious và sau đó tiếp tục thu âm một cách chính thức sau khi ký hợp đồng với Republic Records vào ngày 10 tháng 8 năm 2011. Đến ngày 10 tháng 9 năm 2011, Grande đã chuẩn bị được 20 bài hát và đang trong quá trình chọn ra 13 bài để cho vào album. Đĩa đơn đầu tiên, "Put Your Hearts Up", được phát hành vào ngày 12 tháng 12 năm 2011. Trong một cuộc phỏng vấn vào tháng 6 năm 2012, Grande cho biết album này "lấy cảm hứng từ nhạc doo-wop của thập niên 50, 60" và tiết lộ rằng hai đĩa đơn mới sẽ được phát hành trước khi album ra mắt, một trong số đó có tên là "Do You Love Me?" với sự tham gia của SkyBlu. Những bài hát khác nằm trong album mà Grande nhắc đến hoặc bị rò rỉ bao gồm "You're My Only Shawty", "Honeymoon Avenue", "Pink Champagne", "Boyfriend Material", "Tattooed Heart", "Daydreamin'", và "Voodoo Love".
Trong một vài cuộc phỏng vấn vào năm 2013, cô thú nhận rằng mình đã hoàn toàn không hài lòng với "Put Your Hearts Up" và không hề có hứng thú với thể loại âm nhạc này, đồng thời bày tỏ mong muốn theo đuổi thể loại âm nhạc mà cô đã từng nghe khi lớn lên, đó là "nhạc pop urban của thập niên 90." Sau đó album được thay đổi để chủ yếu mang âm hưởng của nhạc pop urban của cuối thập niên 90 đầu thập niên 2000. Hầu hết những bài hát đã hoàn thành cuối cùng bị loại, trừ "Daydreamin'", "Tattooed Heart" và "Honeymoon Avenue". Ban đầu album có tên là Daydreamin' nhưng sau đó được đổi lại thành Yours Truly sau khi Grande quyết định rằng album này giống như một bức thư tình mà cô muốn ký tên mình lên.

## Đĩa đơn
"The Way" với sự tham gia của rapper người Mỹ Mac Miller được phát hành với tư cách là đĩa đơn mở đường cho Yours Truly vào ngày 26 tháng 3 năm 2013. Bài hát đạt thứ hạng cao nhất ở vị trí thứ 9 trên bảng xếp hạng US Billboard Hot 100. Với 219,000 bản, "The Way" là bài hát có doanh số trong tuần đầu tiên cao thứ ba của năm 2013, sau "Suit & Tie" của Justin Timberlake và "Best Song Ever" của One Direction. Bài hát đã được RIAA chứng nhận bạch kim đôi.
"Baby I", đĩa đơn thứ hai của Yours Truly, được phát hành vào ngày 22 tháng 7 năm 2013. "Baby I" đạt vị trí thứ 21 trên bảng xếp hạng Billboard Hot 100 và trở thành bài hát thứ hai nằm trong album lọt vào Top 40.
Đĩa đơn thứ ba của Yours Truly, "Right There", với sự tham gia của rapper người Mỹ Big Sean, được phát hành vào ngày 6 tháng 8 năm 2013. Bài hát đạt vị trí thứ 84 trên bảng xếp hạng US Billboard Hot 100.

### Các bài hát khác
Video âm nhạc cho bài hát "Almost is Never Enough" được đăng tải lên YouTube vào ngày 19 tháng 8 năm 2013 với mục đích quảng bá cho bộ phim The Mortal Instruments: City of Bones. Bài hát cũng nằm trong album nhạc phim của bộ phim. "Almost is Never Enough" lọt vào vị trí thứ 84 trên bảng xếp hạng US Billboard Hot 100.

## Đánh giá chuyên môn
| Đánh giá chuyên môn  | Đánh giá chuyên môn |
| Điểm trung bình      | Điểm trung bình     |
| Nguồn                | Đánh giá            |
| -------------------- | ------------------- |
| Metacritic           | 85/100              |
| Nguồn đánh giá       |                     |
| Nguồn                | Đánh giá            |
| Allmusic             |                     |
| Billboard            | 86/100              |
| Entertainment Weekly | A-                  |
| Los Angeles Times    |                     |
| The Michigan Daily   | B                   |
| New York Daily News  |                     |
| The New York Times   | (tích cực)          |
| Newsday              | (tích cực)          |

Yours Truly nhận được những phản hồi rất tích cực từ các nhà phê bình âm nhạc. Trên Metacritic, album đạt 85 điểm dựa trên 6 bài đánh giá. Nick Cattuci của Entertainment Weekly cho album điểm A- và cho rằng đây là "một trong những album hay nhất của năm" đồng thời khen ngợi "giọng hát mềm mại được Broadway rèn dũa" của Grande. Lucas Villa của Examiner cho album 4 trên 5 sao và nhận xét rằng "giọng hát [của Grande] gây nên sự rung động ở rất nhiều chỗ trong album ngọt ngào của những bản tình ca này." Huffington Post gọi Yours Truly là một trong những album đầu tay xuất sắc nhất của năm Shamiyah Kelley của The Daily Reville cho album điểm A và nhận xét rằng "gần đây, rất khó để tìm ra một ca sĩ có giọng hát tuyệt vời, nhưng khi Grande hát, tôi hồi tưởng về The Emancipation of Mimi từ những ngày tháng huy hoàng của Mariah Carey" và kết luận rằng "album này rất được mong chờ và kỳ vọng, và Grande đã thành công."
Tuy nhiên, album cũng nhận được một vài ý kiến trái chiều. Gregory Hicks của The Michigan Daily nhận xét rằng "hầu hết các bài hát đều rất chất lượng về cả ca từ và giai điệu, nhưng việc sử dụng beat đôi khi trở nên quá mức." The Honesty Hour đánh giá "Tattooed Heart", "Piano" và "Honeymoon Avenue" là những bài hát nổi bật trong album nhưng cho rằng Grande cần rèn luyện giọng hát của mình hơn nữa và cho album 3.5 trên 5 sao.

## Doanh số
Yours Truly đứng đầu bảng xếp hạng album của iTunes Store tại hơn 30 quốc gia. Album xuất hiện lần đầu tiên trên bảng xếp hạng US Billboard 200 ở vị trí đầu bảng sau khi bán được 138,000 bản, giúp Grande trở thành nghệ sĩ nữ đầu tiên đứng đầu bảng xếp hạng này với album đầu tay của mình sau Ke$ha với album Animal. Yours Truly cũng lọt vào top 10 tại nhiều quốc gia khác như Úc, Anh, Ireland và Hà Lan.

## Danh sách bài hát
| STT              | Nhan đề                                          | Sáng tác | Sản xuất                                                  | Thời lượng |
| ---------------- | ------------------------------------------------ | --- | --------------------------------------------------------- | ---------- |
| 1.               | "Honeymoon Avenue"                               | Ariana Grande, Khris Riddick-Tynes, Leon Thomas, Antonio Dixon, Kenneth "Babyface" Edmonds, Thomas Brown, Travis Sayles, Dennis Aganee Jenkins, Victoria Monet | The Rascals, Babyface, Dixon                              | 5:39       |
| 2.               | "Baby I"                                         | Edmonds, Dixon, Smith | Babyface, Dixon (Drum Prog. & Voc. Prod. The Rascals)     | 3:17       |
| 3.               | "Right There" (cùng với Big Sean)                | Grande, Harmony Samuels, Carmen Reece, J. "Lonny" Bereal, James J-Doe Smith, Myron Birdsong, Trey Starxx, Lambert, Sean Anderson, Jeff Lorber, Al Sherrod,     | Samuels                                                   | 4:07       |
| 4.               | "Tattooed Heart"                                 | Grande, Riddick-Tynes, Sean Foreman Thomas, Dixon, Edmonds, Matt Squire                                                                                        | The Rascals, Babyface, Dixon (Co. Production Squire)      | 3:14       |
| 5.               | "Lovin' It"                                      | Riddick-Tynes, Thomas, Edmonds, Dixon, Jose Burgos, Roy Hammonds, Mark Morales, Rickey Offord, Kirk and Nathaniel Robinson                                     | The Rascals, Babyface, Dixon (Co. Production Slikk Music) | 3:00       |
| 6.               | "Piano"                                          | Grande, Samuels, Burgos, Jahmaal Noel Fyffe, Parker Ighile, Anisa Moghaddam, Moses Samuels                                                                     | Samuels                                                   | 3:54       |
| 7.               | "Daydreamin'"                                    | Squire, Brown, Victoria McCants | Squire                                                    | 3:31       |
| 8.               | "The Way" (cùng với Mac Miller)                  | Samuels, Amber Streeter, Al Sherrod Lambert, Jordin Sparks, Malcolm McCormick, Brenda Russell                                                                  | Samuels                                                   | 3:47       |
| 9.               | "You’ll Never Know"                              | Riddick-Tynes, Burgos, Thomas, Edmonds, Dixon | The Rascals, Babyface, Dixon                              | 3:34       |
| 10.              | "Almost Is Never Enough" (cùng với Nathan Sykes) | Grande, Samuels, Carmen Reece, Lambert, Olaniyi-Akinpelu, Moses Samuels                                                                                        | Samuels                                                   | 5:28       |
| 11.              | "Popular Song" (cùng với MIKA)                   | Mika Penniman, Priscilla Renea, Mathieu Jomphe, Stephen Schwartz                                                                                               | Mika, Greg Wells                                          | 3:20       |
| 12.              | "Better Left Unsaid"                             | Grande, Samuels, Courtney Harrell, Lambert, Olaniyi-Akinpelu, Moses Samuels                                                                                    | Samuels                                                   | 3:32       |
| Tổng thời lượng: | Tổng thời lượng:                                 | Tổng thời lượng: | Tổng thời lượng:                                          | 46:28      |

| iTunes Store bonus track | iTunes Store bonus track                              | iTunes Store bonus track |
| STT                      | Nhan đề                                               | Thời lượng               |
| ------------------------ | ----------------------------------------------------- | ------------------------ |
| 13.                      | "The Way" (Phiên bản Spanglish) (cùng với Mac Miller) | 3:46                     |

## Xếp hạng và chứng nhận
| Bảng xếp hạng (2013–14)             | Vị trí cao nhất |
| ----------------------------------- | --------------- |
| Album Úc (ARIA)                     | 6               |
| Album Áo (Ö3 Austria)               | 53              |
| Album Bỉ (Ultratop Vlaanderen)      | 62              |
| Album Bỉ (Ultratop Wallonie)        | 82              |
| Album Canada (Billboard)            | 2               |
| Chinese Albums (Sino Chart)         | 27              |
| Album Đan Mạch (Hitlisten)          | 10              |
| Album Hà Lan (Album Top 100)        | 5               |
| Album Pháp (SNEP)                   | 183             |
| Greek Albums (IFPI)                 | 31              |
| Album Ireland (IRMA)                | 6               |
| Album Nhật Bản (Oricon)             | 3               |
| Mexican Albums (AMPROFON)           | 39              |
| Album New Zealand (RMNZ)            | 11              |
| Album Na Uy (VG-lista)              | 33              |
| Album Thụy Sĩ (Schweizer Hitparade) | 57              |
| Album Anh Quốc (OCC)                | 7               |
| UK R&B Albums (OCC)                 | 2               |
| Album Hoa Kỳ Billboard 200          | 1               |

| Bảng xếp hạng (2013) | Vị trí |
| -------------------- | ------ |
| US Billboard 200     | 106    |

| Bảng xếp hạng (2014)     | Vị trí |
| ------------------------ | ------ |
| Japanese Albums (Oricon) | 42     |
| US Billboard 200         | 68     |

| Quốc gia        | Chứng nhận | Số đơn vị/doanh số chứng nhận |
| --------------- | ---------- | ----------------------------- |
| Nhật Bản (RIAJ) | Vàng       | 104,000                       |
| Hoa Kỳ (RIAA)   | Vàng       | 500,000                       |

## Lịch sử phát hành
| Quốc gia    | Ngày phát hành      | Định dạng       | Hãng đĩa         |
| ----------- | ------------------- | --------------- | ---------------- |
| Đức         | 30 tháng 8 năm 2013 | CD              | Republic Records |
| Hà Lan      | 30 tháng 8 năm 2013 | Tải nhạc số, CD | Republic Records |
| Anh         | 30 tháng 8 năm 2013 | Tải nhạc số     | Republic Records |
| Đức         | 2 tháng 9 năm 2013  | Tải nhạc số     | Republic Records |
| Hungary     | 2 tháng 9 năm 2013  | Tải nhạc số     | Republic Records |
| Nga         | 2 tháng 9 năm 2013  | Tải nhạc số     | Republic Records |
| Canada      | 3 tháng 9 năm 2013  | Tải nhạc số     | Republic Records |
| Mỹ          | 3 tháng 9 năm 2013  | Tải nhạc số, CD | Republic Records |
| Philippines | 14 tháng 9 năm 2013 | CD              | Republic Records |